# ムーンバット
ムーンバット株式会社（英: MOONBAT Co.,Ltd.）は、京都府京都市下京区室町に本社を置く、主に傘や帽子、ショール、マフラー等のファッション雑貨の製造・販売をおこなう企業である。1885年創業。

## 会社概要
傘を中心にマフラー、スカーフなどの女性向けファッション雑貨を扱う。主に国内外の有名ブランドのライセンス生産によるものが殆どとなっている。元々は西陣織の帯地の問屋より出発したが、大正期に和装の一つとして定着しつつあったショールの取り扱うと共に、高い業績を上げたことで、これが契機となり、洋装事業に移行することになる。現在でも国内の各百貨店におけるマフラーとスカーフにおける取り扱い率は高い。
また傘でも、日本に西洋文化が入り始めた20世紀初頭から、いわゆるこうもり傘を製造しており、1970年に大阪・千里で開催された日本万国博覧会で「万博傘」を提供していたことでも知られる。
近年では、2003年に自社オリジナル洋傘のブランド「HANWAY」の販売を、2009年には生地や骨に分解できる洋傘「エコ・デ」の販売を始めた。

## 沿革
- 1885年 - 創業者・河野与右衛門が新町通高辻に西陣織の帯地の問屋を開く。
- 1916年 - 2代目・河野与助が番頭に。ショールの取り扱いで社の土台を築く。
- 1921年 - 洋傘事業に進出 これと共に着物、和装分野から撤退し、以後洋品事業専門で拡大を続ける。
- 1941年 - 株式会社に改組。
- 1950年 - 4代目・河野卓男が社長に就任。スカーフの海外ブランドのライセンス生産を開始。
- 1963年 - 現社名に変更。
- 1970年 - 日本万国博覧会に「万博傘」を提供する。
- 1977年3月 - 大阪証券取引所市場第二部 株式上場。
- 1989年 - アパレル事業に進出。採算が採れず、長年の赤字に苦しむ。
- 1996年4月 - 株式会社ナップ（レザー製品製造販売）を買収 。
- 1998年 - 住友銀行の監査役、中野誠一が社長に就任、アパレルなどの不採算事業から撤退し、同社の経営を立て直す。
- 2003年 - 自社オリジナル洋傘のブランド「HANWAY」の販売を開始。メーカー直営のストアを六本木ヒルズに出店。
- 2009年 - 骨と生地、ハンドルなどに分別廃棄が可能な傘「エコ・デ」の販売を開始。

## テレビ番組
- 日経スペシャル ガイアの夜明け “空想”からヒットを生め～突破口は“常識からの脱却”～（2009年2月17日、テレビ東京）[8] - 非対称のフォルムなど固定観念から脱却しようとする傘メーカーの戦略を取材。